# Цумаља
Цумаља (итал. Zumaglia) је насеље у Италији у округу Бијела, региону Пијемонт.
Према процени из 2011. у насељу је живело 690 становника. Насеље се налази на надморској висини од 587 м.

## Становништво
Према резултатима пописа становништва 2011. у општини је живело 1.129 становника.
| 1931. | 1936. | 1951. | 1961. | 1971. | 1981. | 1991. | 2001. | 2011. |
| ----- | ----- | ----- | ----- | ----- | ----- | ----- | ----- | ----- |
| 843   | 787   | 871   | 944   | 926   | 942   | 989   | 1.073 | 1.129 |